# Google Public DNS
A Google Public DNS egy ingyenes DNS-szolgáltatás neve, amit 2009. december 3-án jelentett be a Google, a Web gyorsítására tett erőfeszítéseinek részeként.
A Google állítása szerint 2013-ra a Google Public DNS a világ legnagyobb nyilvános DNS-szolgáltatásává nőtte ki magát, rendszerük egy átlagos napon több mint 130 milliárd kérést (a legforgalmasabb napokon 150 milliárd kérést) szolgál ki.
A Google Public DNS a következő rekurzív névkiszolgáló-címeken érhető el publikus használatra; a címek az elérhető legközelebbi DNS-szerver helyére mutatnak az anycast útválasztásnak köszönhetően:
IPv4-címek
- 8.8.8.8
- 8.8.4.4

IPv6-címek
- 2001:4860:4860::8888
- 2001:4860:4860::8844

## Szolgáltatás
A szolgáltatás nem használ más gyártó által készített DNS-kezelő szoftvert, mint amilyen a BIND, hanem egy saját készítésű implementációt futtatnak, korlátozott IPv6-támogatással, az IETF által meghatározott DNS-szabványoknak megfelelően. A DNSSEC-támogatás 2013. március 19. óta teljes körű; ezt megelőzően részleges volt és a DNSSEC-kel aláírt üzenetek továbbítására szorítkozott.
A népszerű DNS-szolgáltatók némelyike DNS-eltérítést végez a lekérések feldolgozása során, a nem létező oldalakra irányuló kéréseket reklámcélú oldalakra irányítva át; ez kifejezetten ellentétes a DNS specifikációjával. A Google szolgáltatása ezzel ellentétben szabályosan, NXDOMAIN (nem létező tartomány) üzenetet ad vissza ebben a helyzetben, és sok új felhasználó számára már ez indokolttá teszi az áttérést.
A Google szintén erőfeszítéseket tett a névkiszolgálás biztonságának megteremtésére, hogy megakadályozza a felhasználók eltérítését a legitim weboldalakról a rosszindulatúakra. Jól dokumentált erőfeszítéseket tettek a DNS-gyorsítótár-mérgezés elkerülésére (beleértve a hírhedt Kaminsky-hibát is) és a szolgáltatásmegtagadással járó támadások kivédésére.
A Google a publikus DNS-szolgáltatásának hatékonysági és sebességbeli előnyeit említi, köztük az anycast útválasztás használatát, hogy a kliensek a hozzájuk földrajzilag legközelebb eső szerverhez csatlakozzanak, a szerverek túlméretezését, hogy a rosszindulatú forgalmat is kezelni tudják, kétszintű gyorsítótárazást végző terheléselosztó szervereket, melyeken egy apró, az adott géphez tartozó gyorsítótár tartalmazza a leggyakrabban lekérdezett neveket, a másik gyorsítótárat pedig a lekérdezendő nevek szerint felosztva egy egész géppark tartalmazza. Ez a második szintű gyorsítótár csökkenti a töredezettséget és cache miss arányt ahhoz a megoldáshoz képest, hogy egyszerűen több szervert állítanának üzembe.

## Adatvédelem
A Google kijelentette, hogy teljesítmény- és biztonsági okokból a szervereken kizárólag az IP-címeket, internetszolgáltató- és helyinformációkat tárolják. Az IP-k 24 óra múlva törlésre kerülnek, a többi tárolt adat megmarad az adatbázisban.

## Történet
A Google Public DNS szolgáltatás 2009 decemberében indult, a bejelentést a Google hivatalos blogján és a Google Code blogon Prem Ramaswami termékmenedzser tette meg.

### DNSSEC
A Google Public DNS indulásakor még nem támogatta a DNSSEC protokollkiegészítést; le lehetett kérdezni az RRSIG rekordokat, de a válaszüzenetben az AD flag (Authenticated Data, annak jelzése, hogy a szerver végigellenőrizte az aláírások láncolatát) sohasem került beállításra.
2013. január 28-án minden külön bejelentés nélkül a Google DNS-szerverei elkezdtek DNSSEC-érvényességi információt adni azon kliensek számára, melyek explicit módon beállították a lekérdezésben a DNSSEC OK (DO) kapcsolót.
2013. május 6-án a Google Public DNS alapértelmezetten bekapcsolttá tette a DNSSEC-validációt, tehát az minden esetben megtörténik, ha a kliens explicit nem kéri, hogy tekintsenek el tőle.

## Fordítás
- Ez a szócikk részben vagy egészben a Google Public DNS című angol Wikipédia-szócikk ezen változatának fordításán alapul.  Az eredeti cikk szerkesztőit annak laptörténete sorolja fel. Ez a jelzés csupán a megfogalmazás eredetét és a szerzői jogokat jelzi, nem szolgál a cikkben szereplő információk forrásmegjelöléseként.